# Riksdagen 1617
Riksdagen år 1617 hölls i Örebro, och öppnades den 20 januari 1617.

## Ny riksdagsordning
Huvudartikel: Ordningen för ständernas sammanträden 1617
Det viktigaste som hände på denna riksdag var att Sverige fick sin första riksdagsordning. Det bestämdes att riksdagen skulle utgöras av de fyra stånden, d.v.s. adel, präster, borgare och bönder. Ceremoniel och arbetsordning började här få fasta former. Lagstiftning och beskattningsrätt skulle successivt övergå från landskapstingen till riksdagen – i denna fråga kunde inte ständerna enas.

## Örebro stadga
Ett beslut som kom att få stora konsekvenser var Örebro stadga av 1617, som innebar att avfällingar från den evangeliska läran kunde bestraffas landsförvisning. Den som gjorde propaganda för den katolska tron straffades med döden. På prästernas begäran utvisades också landets alla tattare och romer. Detta är ett protestantiskt motstycke till katolicismens kätterilagar. Sverige hade utvecklats till en religiöst fundamentalistisk stat.[källa behövs]
Under riksdagen uttalade sig kung Gustav II Adolf i hätska ord om katoliker:
| ”                                                 | Denna religion, om jag det så kalla må, är icke allenast i sig själv avgudadyrkan, människors påfund och diktan, tvärt emot Guds ord och den heliga skrift, däruti vår salighets väg beskriven står, utan haver också enkannerligen fördärvliga huvudstycken med sig: haereticis non est servanda fides, kättare, som de oss kalla, skall man ingen loven hålla... ...det djävulspartiet de jesuiter, vilka hava varit upphov till det gruvliga tyranni, som är skett i Spanien, Frankrike och annorstädes. Dessa med deras inkvisition hava icke skonat varken hög eller låg, kvinna eller man. Deras mördare därsammastädes haver icke skonat konung Filip den andres egen son, hertig Karl, som av den är avdagatagen allenast för den misstankens skull, det han var ens med oss i tron... | „ |
| – kung Gustav II Adolf på riksdagen i Örebro 1617 | |   |

Utländska diplomater var undantagna från stadgan. Det "normala" straffet för en svensk katolik var landsförvisning, men propagandister dömdes till döden.

## Landtågsgärden
Vid riksdagen 1617 beslutades också om den s.k. Landtågsgärden eller endast Gärden. Detta var en ständig grundskatt, men från början en tillfällig bevillning. Ändamålet var underhåll av krigsmakten. Sådana beskattningar förekom redan på Erik XIV:s tid. Sedan denne kung tömt sin fars skattkammare, påbjöd han godtyckligt en landtågsgärd för danska kriget 1568. Även Johan III utskrev nästan årligen godtyckligt gärder, bland vilka den kanske tyngsta som någonsin drabbat Sveriges befolkning, erhöll namnet Älvsborgs lösen. Karl IX fortsatte att nästan årligen utskriva tillfälliga krigsgärder, dock efter medgivande av riksdagen.